# 2546 Libitina
2546 Libitina è un asteroide della fascia principale del diametro medio di circa 15,4 km. Scoperto nel 1950, presenta un'orbita caratterizzata da un semiasse maggiore pari a 2,6004475 UA e da un'eccentricità di 0,1916421, inclinata di 10,36360° rispetto all'eclittica.